# Universidad de Busoga
La  Universidad de Busoga  (en inglés,  Busoga University) es una universidad privada de Uganda asociada a la iglesia anglicana de este país.
- Datos: Q9091624